# Мартинівське (селище)
Марти́нівське — селище в Україні, у Вознесенському районі Миколаївської області. Населення становить 2654 особи. До 2016 року орган місцевого самоврядування — Прибужанівська сільська рада.

## Географія
Селище Мартинівське розташоване за 95 км від обласного центру та 12 км від районного центру. Через село пролягає залізниця, на якій розташована станція Мартинівська та автошлях регіонального значення Р55 (Одеса — Новий Буг).

## Історія
Село засноване у 1890 році.
20 липня 2016 року, в ході децентралізації, Прибужанівська сільська рада об'єднана з Прибужанівською сільською громадою.
17 липня 2020 року, в результаті адміністративно-територіальної реформи, селище увійшло до складу новоутвореного Вознесенського району Миколаївської області.

## Населення

### Мова
Розподіл населення за рідною мовою за даними :
| Мова            | Кількість | Відсоток |
| --------------- | --------- | -------- |
| українська      | 1556      | 58.63%   |
| російська       | 1072      | 40.39%   |
| білоруська      | 9         | 0.34%    |
| румунська       | 6         | 0.23%    |
| вірменська      | 4         | 0.15%    |
| ромська         | 3         | 0.11%    |
| гагаузька       | 2         | 0.08%    |
| болгарська      | 1         | 0.04%    |
| інші/не вказали | 1         | 0.03%    |
| Усього          | 2654      | 100%     |